# Château de Doelzig
Le château de Doelzig (en allemand : Schloß Doelzig, en polonais: Pałac w Dolsku) est un château néogothique, aujourd'hui en ruines. Il se trouve à Dolsk, ancien Doelzig du Brandebourg-Oriental, aujourd'hui en Pologne.

## Histoire
Doelzig était une ancienne localité au milieu de la forêt peuplée de Wendes (Dolsk). Au XIXe siècle, c'est une région de prés et de marais. Comme dans la Nouvelle Marche du Brandebourg, l'endroit est le lieu de contes de fées et de récits anciens inspirés par la forêt. Un château est construit au Moyen Âge qui sert plus tard de château de chasse au XVIe siècle au margrave Jean de Hohenzollern-Brandebourg, dit « Jean le Sage » (1513-1571). Les seigneurs de Schönebeck obtiennent le domaine au XVIIe siècle, puis après leur extinction il passe à la famille von der Marwitz en 1713. En 1730, elles sont la possession par mariage du conseiller von Morner. Sa veuve les vend à la famille von Lüders, déjà propriétaire de Gibichenstein et de Dieskau. Le capitaine von Tresckow achète le domaine en 1792 et le transmet en 1808 à son neveu et gendre, le lieutenant-colonel Karl von Tresckow, dont le fils devient chambellan à la cour de Prusse et en hérite en 1845. Les terres du château font partie alors de la province du Brandebourg et de l'arrondissement de Soldin.
Le parc à l'anglaise de 38,95 hectares est dessiné en 1832 par Peter Joseph Lenné et encore agrandi plus tard. Le château, dont les bases reposent sur les fondations du château fort, est construit en style néogothique à l'anglaise, selon les plans de Karl Friedrich Schinkel. C'est le lieutenant-colonel von Tresckow qui fait allonger la façade nord dans les années 1820 et, en 1828, il fait ajouter une aile à l'ouest. Son fils fait installer de grandes pièces à la place des petites à l'intérieur et réaménager les côtés sud et nord.

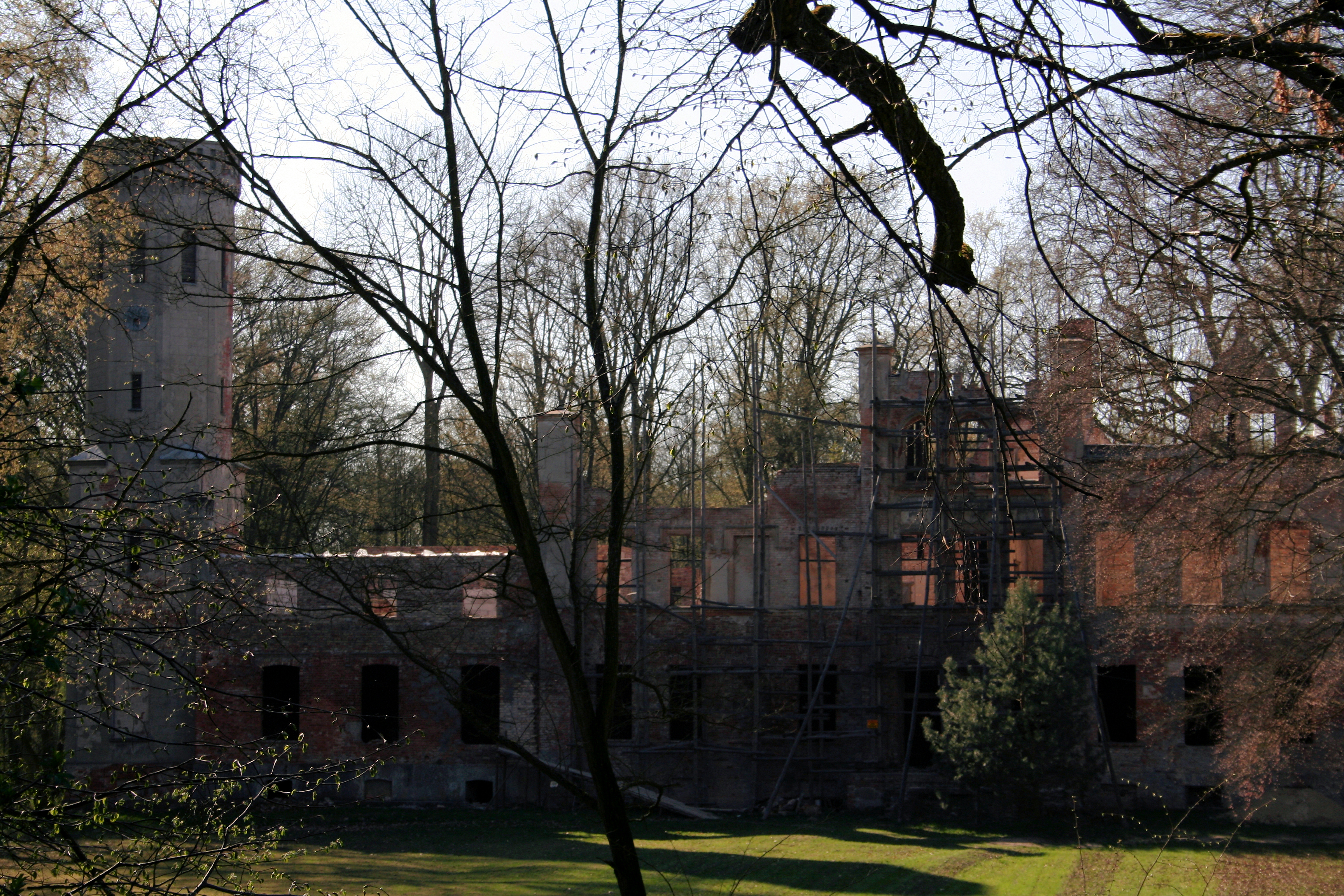
Ruines du château aujourd'hui

Tassilio von Tresckow arrange encore le château vers 1889 avec des éléments néobaroques et historicistes. Il fait installer des lucarnes et des pinacles néogothiques. Le dernier propriétaire, le général Henning von Tresckow, opposant à Adolf Hitler, se suicide après le complot du 20 juillet 1944 auquel il était mêlé, en simulant une attaque de la part des communistes polonais. Le château avait été en plus confisqué quelque temps auparavant pour en faire une école de cadets du Troisième Reich.
Le château est totalement dévasté à la fin de la Seconde Guerre mondiale et un incendie finit de le détruire en 1967. Le mausolée de la famille von Tresckow qui se trouve dans le parc est détruit.
Demeurent dans le parc, les essences d'autrefois, comme les catalpas, les genévriers de Chine, les magnolias, les tulipiers de Virginie, etc., ainsi que des ormes blancs, des platanes, des frênes, des charmes, des hêtres, qui font du parc un lieu protégé.
Le château est aujourd'hui propriété privée, et est en cours de restauration en 2012.

## Source
- (pl) Cet article est partiellement ou en totalité issu de l’article de Wikipédia en polonais intitulé « Pałac w Dolsku » (voir la liste des auteurs).